# Cyril Tuschi

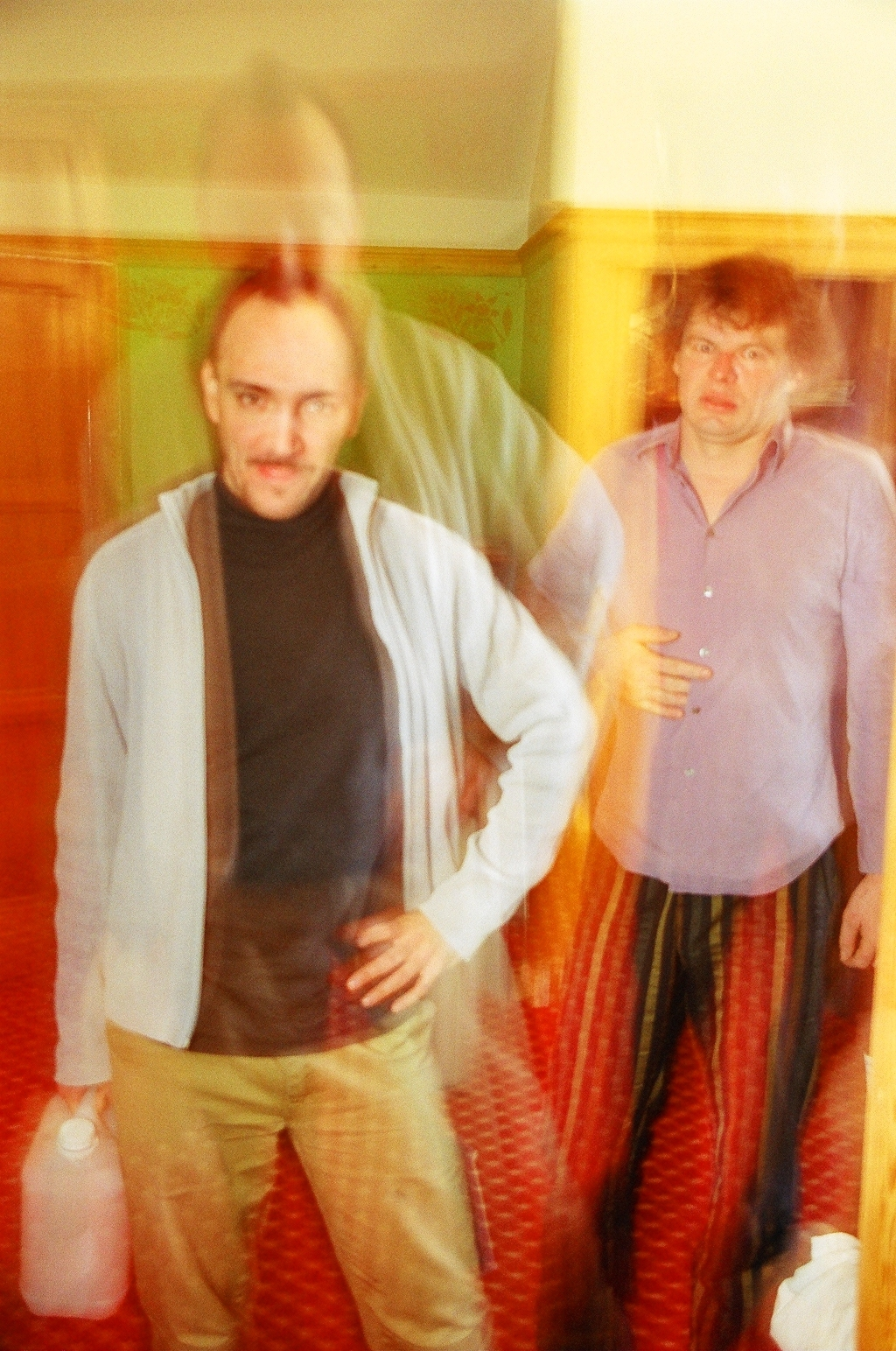
Cyril Tuschi mit Geschäftspartner Armin Mey von Lala-Films

Cyril Tuschi (bürgerlich Ilja Cyril Kade; * 29. Januar 1969 in Frankfurt am Main) ist ein deutscher Filmregisseur mit russischen Vorfahren.
Tuschi besuchte die High-School in Seattle im US-Bundesstaat Washington. Später eröffnete er einen Nachtclub und arbeitete ab Ende der 1980er Jahre beim Theater in Stuttgart. Abitur 1989 an der Max-Beckmann-Schule in Frankfurt am Main. Danach studierte er Philosophie in Frankfurt am Main. Seinen ersten Kurzfilm Frankfurt Am Meer produzierte er 1992. Zeitgleich nahm er ein Regie-Studium an der Filmakademie Baden-Württemberg in Ludwigsburg auf. 1996 lief sein Kurzfilm Nachtland im Berlinale Panorama-Programm und gewann den New York Academy Camera Prize. Von 1996 bis 2001 führte er Regie in diversen Musik-Videos (z. B. für die Rockgruppe Blackmail) und drehte Werbefilme.
Sein Film SommerHundeSöhne mit den Schauspielern Stipe Erceg und Fabian Busch war sein Spielfilmdebüt und gewann 2005 in Ludwigshafen am Rhein beim Festival des deutschen Films einen Publikumspreis.
An den Internationalen Filmfestspielen Berlin 2011 wurde sein Dokumentarfilm Der Fall Chodorkowski am 14. Februar 2011 uraufgeführt. Tuschi arbeitete fünf Jahre an diesem Porträt über den verurteilten Unternehmer und früheren Oligarchen Michail Chodorkowski. Er befragte mehr als 70 Zeitzeugen, das Interviewmaterial umfasste 180 Stunden.
Filmmaterial und Computer wurden Tuschi zwei Mal gestohlen: Zum ersten Mal auf Bali, wo er den Final Cut des Films vornahm; und dann einige Wochen später, kurz vor Beginn der Berlinale, wurde ihm aus seiner Wohnung ein Notebook mit einer Fassung des Films gestohlen. Der Verfassungsschutz ermittelt; Tuschi zog in eine neue Wohnung.
Zusammen mit seinem Geschäftsfreund und -partner Armin Mey führt er die Berliner Filmproduktionsfirma LALA-Films und veranstaltet Filmfestivals und Events auf Schloss Beesenstedt im Saaletal bei Halle.